# Завод суперфосфату у Вільянуева-де-ла-Серена
Завод суперфосфату у Вільянуева-де-ла-Серена — колишнє хімічне підприємство в Іспанії. Один з небагатьох заводів в історії іспанської промисловості добрив, який був створений для роботи з сировиною іспанського походження.
Фосфоритова копальня Костаназа, що працювала в селищі Логросан з 1907 року, традиційно мала проблеми з вивозом продукції. Первісно фосфорити з неї відправляли на завод з виробництва добрив у Саламанці, що знаходився майже за дві сотні кілометрів від місця видобутку, при цьому витрати на доставку становили близько двох третин собівартості. Крім того, таке перевезення було виправдане лише для руди з найвищим вмістом цільового компонента, тоді як з плином часу такої ставало все менше. З огляду на це, в 1922-му компанія Mirat Fertilizer Company заснувала фабрику суперфосфату у Вільянуева-де-ла-Серена, лише за півсотні кілометрів від копальні Костаназа. Певний час ця фабрика також могла отримувати з Логросана сульфатну кислоту, впливом якої на фосфорити і отримували суперфосфат, втім, вже у 1928-му завод кислоти у Логросані згорів.
У 1943 (за іншими даними — 1944) році копальню в Логросані закрили через нерентабельність. У той же час іспанська суперфосфатна промисловість вже давно переживала потужний підйом завдяки місцевому ресурсу піритів (сировина для виробництва сульфатної кислоти) та переробці північноафриканської сировини. Завод у Вільянуева-де-ла-Серена, який мав гарний логістичний доступ (поряд проходила залізниця на Бадахос та далі до португальського порту Лісабон), продовжив працювати і після закриття копальні.
Станом на середину 1950-х потужність заводу становила 37 тисяч тонн суперфосфату на рік, а в 1964-му випустив близько 70 тисяч тонн суперфосфату (що було на порядок більше, ніж колись видобували у Логросані).
Можливо також відзначити, що в підсумку суперфосфатна промисловість Іспанії втратила значення через перехід світового виробництва сульфатної кислоти з піритів на елементарну сірку, яку почали масово отримувати під час очистки вуглеводнів.